# Дунаївська сільська рада (Приазовський район)
| Дунаївська сільська рада — колишній орган місцевого самоврядування у Приазовському районі Запорізької області з адміністративним центром у с. Дунаївка. Історична дата утворення: в 1992 році. Водоймища на території, підпорядкованій даній раді: Молочний лиман. Сільській раді були підпорядковані населені пункти: - с. Дунаївка - с. Вікторівка |

## Склад ради
Рада складалася з 14 депутатів та голови.

### Керівний склад ради
| ПІБ                         | Основні відомості                                            | Дата обрання | Дата звільнення |
| --------------------------- | ------------------------------------------------------------ | ------------ | --------------- |
| Немченко Олександр Іванович | Сільський голова, 1949 року народження, освіта, безпартійний | 26.03.2006   | 31.10.2010      |

Примітка: таблиця складена за даними джерела